# Gochguly Gochguliyev
Gochguly Khanglydzhovich Gochguliyev - em turcomeno, Goçguly Hangulyýewiç Goçgulyýew (Balkanabat, 27 de maio de 1977) é um futebolista e treinador de futebol turcomeno que atua como lateral-esquerdo. É atualmente auxiliar-técnico do Gara Altyn, onde também encontra-se inscrito como jogador.

## Carreira
Formado na escola de futebol de sua cidade natal, Gochguliyev atuou por FK Arkach, Nebitçi Balkanabat, FK Byuzmeyin, Köpetdag e FK Dagdan (por empréstimo) antes de mudar-se para o Cazaquistão em 2001, para defender o Irtysh Pavlodar, ficando com o vice-campeonato da Copa. Tirando uma rápida passagem pelo Kairat, destacou-se atuando no futebol do Uzbequistão, onde vestiu as camisas de Pakhtakor e Bunyodkor, sendo heptacampeão nacional (4 pelo Pakhtakor e 3 pelo Bunyodkor) e bicampeão da Copa do Uzbequistão.
Voltou ao Turcomenistão em 2011 para atuar pelo Gara Altyn, onde chegou a encerrar a carreira no mesmo ano para trabalhar como técnico no HTTU e auxiliar na Seleção Turcomena entre 2012 e 2014 e também no Altyn Asyr (2014 a 2015), embora fosse inscrito como jogador dos Aurinegros

## Seleção Turcomena
Pela Seleção Turcomena, Gochguliyev disputou 26 jogos entre 2000 e 2012, tendo feito um gol.
Fez parte do elenco que disputou a Copa da Ásia de 2004, primeiro torneio oficial disputado pelos turcomenos como nação independente. Disputou os 3 jogos da equipe, que foi eliminada ainda na primeira fase, com apenas um ponto, ficando à frente da tradicional seleção da  Arábia Saudita.

## Títulos
Pakhtakor
- Campeonato Uzbeque: 4 (2002, 2003, 2004 e 2005)

Bunyodkor
- Campeonato Uzbeque: 3 (2008, 2009 e 2010)
- Copa do Uzbequistão: 2 (2008 e 2010)

Köpetdag
- Campeonato Turcomeno: 1 (2000)
- Copa do Turcomenistão: 2 (1999 e 2000)